# Expansion des fonds océaniques

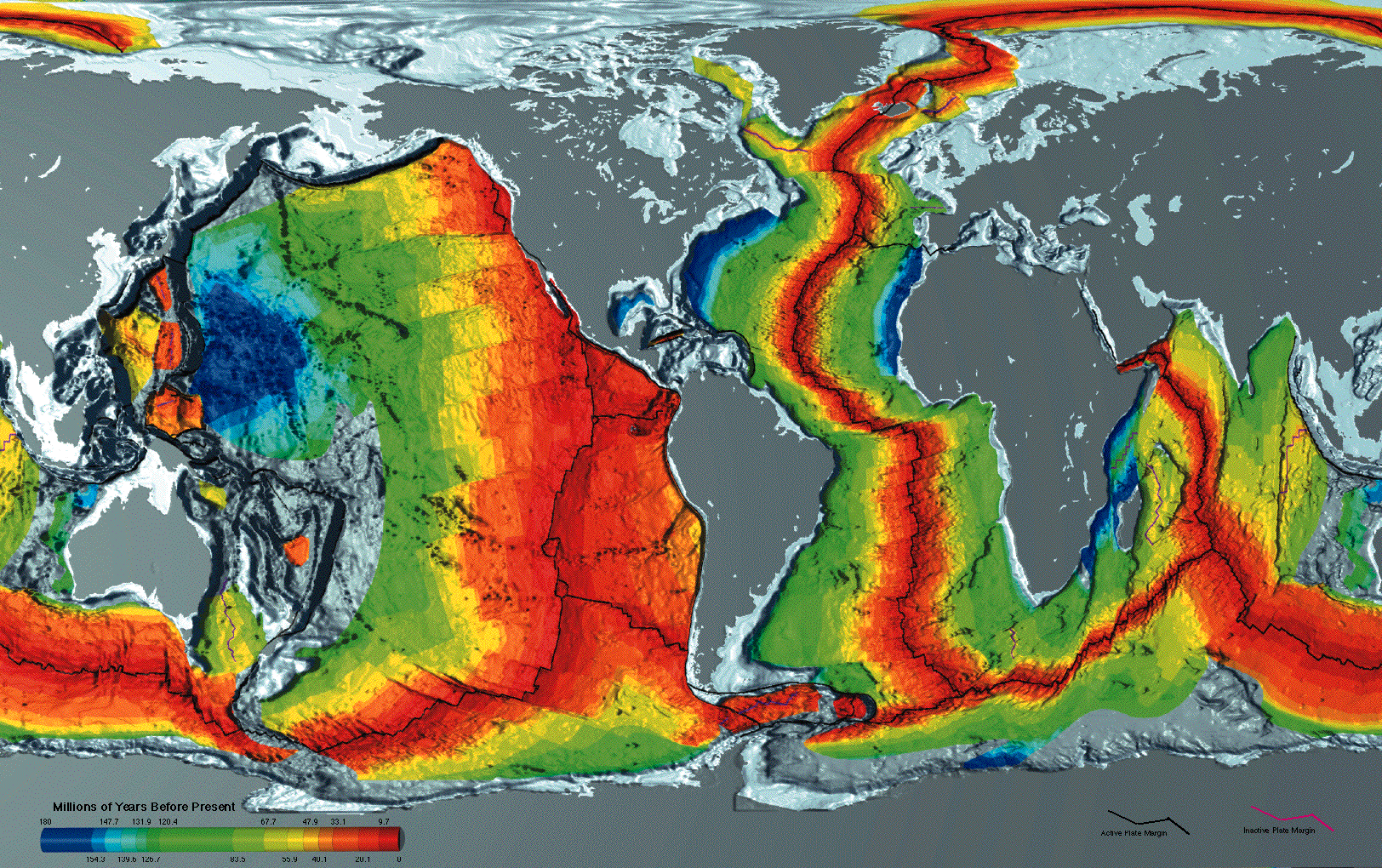
Âge du plancher océanique
(en rouge le plus récent, en vert le plus ancien).

L’expansion des fonds océaniques, appelée aussi modèle du tapis roulant ou plus couramment expansion océanique, est un modèle scientifique élaboré en 1962 par le géologue américain Harry Hess et qui explique la genèse de la croûte océanique et sa dynamique. Hess, s'appuyant sur de nouvelles données scientifiques (cartes plus précises des fonds océaniques, notamment grâce au sonar, avec mise en évidence des rifts et fosses océaniques, flux de chaleur et cartes de l'âge du plancher océanique), propose que la croûte océanique, créée au niveau des dorsales par des courants ascendants et enfouie au niveau des fosses océaniques par des courants descendants (phénomène de subsidence), est continuellement recyclée alors que la croûte continentale, à cause de sa légèreté, dérive à la surface de la Terre.
Ce modèle théorique a été constitué à partir du concept de dérive des continents développé au début du XXe siècle par Alfred Wegener dont l'hypothèse argumentée n'avait pas reçu un accueil favorable de la communauté scientifique. De manière erronée, Wegener fait des blocs continentaux le moteur de la dérive des continent alors qu'ils perdent ce rôle au profit des océans selon Hess. Pour ce dernier, les continents sont incorporés dans la croûte terrestre comme des morceaux de bois dans la banquise et sont entraînés passivement au gré des ouvertures et fermetures des océans.
Possédant une grande analogie avec celle d'Arthur Holmes présenté trente ans auparavant, la théorie de l'expansion des fonds océaniques a soulevé un grand débat scientifique avant de s'intégrer dans le modèle de la tectonique des plaques accepté par la communauté scientifique à la fin des années 1960, à la suite de l'émission des concepts du « double tapis-roulant océanique ».

## Historique

Accrétion de matériau mantellique remontant à l'axe des dorsales océaniques.

Carte des anomalies magnétiques du plancher océanique.

De nombreuses campagnes océanographiques ont lieu pendant la Seconde Guerre mondiale (l'exploration des océans  est un enjeu stratégique afin de repérer les sous-marins ennemis et de trouver comment dissimuler ses propres submersibles) puis dans les années 1950 et 1960. Les sous-marin d'exploration sont alors équipés d'équipements scientifiques et les bateaux de sonars à des fins scientifiques et techniques (pour repérer des bancs de poisson ou pour la pose de câbles sous-marins télégraphiques) mais surtout pour des raisons militaires. La mise sous embargo militaire des données bathymétriques par le gouvernement américain pendant la guerre froide n'empêche pas les publications scientifiques (notamment celles du Lamont Geological Observatory fondé en 1949 par Maurice Ewing) qui mettent en évidence des montagnes sous la mer sur plus de 50 000 km,.
Les campagnes océaniques mettent en évidence que la plus grande part des séismes et des éruptions volcaniques (mesurées par les variations de flux thermique) enregistrés sur Terre proviennent de ces chaînes sous-marines, montrant ainsi que le plancher des océans est bien plus actif qu'on le pensait.
L'océanographe Marie Tharp est la première qui signale, en 1952, l'existence d'une vallée, le rift, dans l'axe des dorsales,. Marie Tharp en conclut que des pans de la croûte terrestre dérivaient mais, victime du sexisme de l'époque, cette théorie est dans un premier temps considérée comme « une hérésie scientifique », Bruce C. Heezen réfutant même les preuves fournies par sa collègue en les qualifiant de « trucs de fille ».
Maurice Ewing propose que les lignes sismiques correspondent au tracé de ces rifts. Ewing étudie également d'autres mesures sismiques pour estimer l'épaisseur des sédiments. Bruce Heezen, océanologue au Lamont Geological Observatory d'Ewing, en conclut que le fond des océans se fabrique en permanence au niveau des rifts océaniques. Mais la disparition de la croûte océanique (la subduction) plongeant au niveau des fosses océaniques n'est pas connue, si bien que Heezen propose cette explication dans le cadre de la théorie fausse de l'expansion terrestre.
La théorie complète de l’expansion des fonds océaniques est formulée pour la première fois en 1961 par le géophysicien américain Robert S. Dietz dans un court article publié par la revue Nature. Pourtant, avec beaucoup d'honnêteté, Dietz ne revendique pas la paternité de ce concept. Il reprend en effet une partie des idées émises par un de ses contemporains, Harry Hess. Ce dernier, devant le scepticisme de la communauté géologique en majorité fixiste, n'a pas osé publier son hypothèse iconoclaste sous la forme d'un article ou d'une communication scientifique, et préféré présenter à l'Office of Naval Research un « essai en géo-poésie » en 1960. Il ne publie qu'en 1962 son œuvre majeure. La preuve en sera donnée lors de la publication de l'Hypothèse Vine-Matthews-Morley en 1963.

## Le modèle actuel
Le modèle actuel du double tapis roulant admet que les plaques tectoniques sont portées par les mouvements du manteau asthénosphérique sous-jacent qui agit comme un tapis roulant de part et d'autre du rift. Cette vallée dans l'axe des dorsales océanique et continentale constitue la limite entre les deux plaques lithosphériques nouvellement formées. La dorsale est le lieu où, par décompression du manteau sous-jacent qui remonte, fond partiellement la roche en un magma qui s'engouffre dans les fractures et s'épanche sur le fond de l'océan, formant par accrétion la croûte océanique. Le nouveau plancher se refroidit, se couvre progressivement de sédiments et dérive vers les plateaux continentaux.

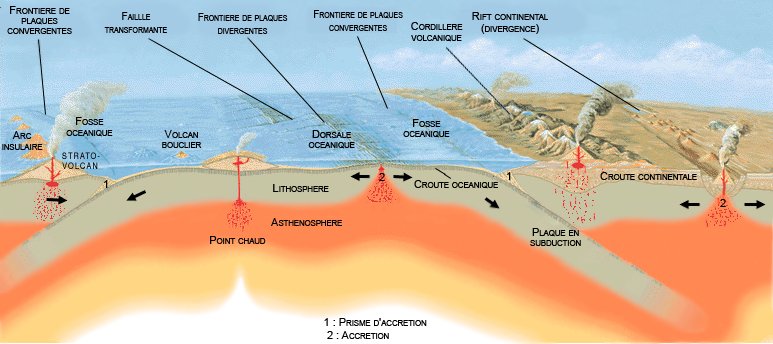
Schéma général du tapis roulant.
Schéma des cellules de convection.